# Frontera entre Indonesia y Timor Oriental
El límite entre Indonesia y Timor Oriental es la única frontera terrestre de este último país. Su longitud total de 228 kilómetros se extiende sobre dos segmentos debido a la existencia del enclave timorense de Oecusse.

## Historia
Esta frontera es una de las más recientes del mundo, ya que Timor Oriental obtuvo su independencia de Indonesia en 2002. El acuerdo preliminar sobre la frontera, que cubre aproximadamente el 90% de la frontera terrestre, se firmó el 30 de junio de 2004 por los ministros de asuntos exteriores Hassan Wirajuda (para Indonesia) y José Ramos-Horta (para Timor Oriental). Un acuerdo firmado en septiembre de 2006 cubre el 97% de la frontera. En octubre de 2007, aún no se llegó a un acuerdo final.
Su trazado sigue una línea de demarcación entre las colonia Timor portugués y las Indias Orientales Neerlandesas, establecidas en una convención de 1904 y modificadas por un arbitraje en 1914.

## Pasajes
El punto de acceso viniendo de Indonesia (provincia de las Islas menores de la Sonda oriental) y en dirección de Dili se encuentra a Batugade, localidad situada sobre la costa norte de la isla de Timor.